# Book of Love
Book of Love var ett amerikanskt synthpopband grundat i Philadelphia 1983.
Bandet bildades i Philadelphia i Pennsylvania och kom senare till New York. Bandet fick sin första exponeringen som förband på Depeche Modes Black Celebration turné. Deras största framgång kom att placera sju singlar på Billboard Hot Dance Club Play mellan åren 1985 och 1993. Gruppens största exponeringen var låtarna "Pretty Boys" & "Pretty Girls" , låtarna kom från albumet "Lullaby", var ursprungligen den andra halvan av ett medley med gruppens version av Mike Oldfield's "Tubular Bells.
Eftersom deras aktiva år har låtarna "Boy" och ""I Touch Roses" återupptäckts av en ny publik. Båda de ursprungliga versionerna och efterföljande remixer hörs i både dansklubbar och radiostationer.
Lauren (Roselli) Johnson och Ted Ottaviano har spelat in nya låtar med sångerskan Lori Lindsay under namnet The Myrmidons.
För att fira sitt 25-årsjubileum återförenades gruppen för en kväll 27 september 2009 på Highline Ballroom i New York

## Medlemmar
- Susan Ottaviano – sång
- Ted Ottaviano – keyboard och sång
- Lauren Roselli – keyboard och sång
- Jade Lee – keyboard och sång

## Diskografi
Studioalbum
- 1986 – Book of Love
- 1988 – Lullaby
- 1991 – Candy Carol
- 1993 – Lovebubble

Samlingsalbum
- 2001 – I Touch Roses: The Best of Book of Love
- 2016 – MMXVI - Book of Love - The 30th Anniversary Collection
- 2018 – The Sire Years: 1985-1993

Singlar (topp 20 på Hot Dance Club Songs)
- 1985 – "Boy" (#7)
- 1985 – "I Touch Roses" (#8)
- 1987 – "Modigliani (Lost In Your Eyes)" (#17)
- 1988 – "Pretty Boys And Pretty Girls" (#5)
- 1993 – "Boy Pop" (#4)
- 2001 – "Boy" (remix) (#1)